# Thiomersal
Thiomersal (auch: Thimerosal im US-Raum) ist das Natriumsalz einer organischen Quecksilberverbindung und wird als Konservierungsstoff in kosmetischen und pharmazeutischen Produkten verwendet, um diese vor mikrobiellem Verderb zu schützen. Es ist bereits in sehr niedrigen Konzentrationen wirksam. Die minimale Hemmkonzentration beträgt je nach Keim zwischen 0,2 Mikrogramm pro Milliliter (z. B. gegen Staphylococcus aureus) und 128 Mikrogramm pro Milliliter (z. B. gegen Aspergillus niger). Thiomersal hat ein breites Wirkungsspektrum, ist aber nicht gegen sporenbildende Keime wirksam. Es wurde von Morris S. Kharasch synthetisiert und im Jahre 1927 zum Patent angemeldet. Eine strukturell verwandte Verbindung, die auch ähnlich eingesetzt wurde, ist das Thimerfonat.

## Gewinnung und Darstellung
Die Synthese von Thiomersal erfolgt durch die Umsetzung von Thiosalicylsäure mit Ethylquecksilberchlorid in Gegenwart von Natronlauge.

## Wirkungsmechanismus
Thiomersal wird im Organismus zu Thiosalicylat und Ethylquecksilber metabolisiert. Das Ethylquecksilberkation blockiert über Bindung an Thiol-Gruppen in den Eiweißstrukturen von Enzymen deren Aktivität. Daraus resultieren in niedrigen Dosen die antimikrobielle Wirkung und in hohen Dosen eine nerven- und nierengiftige Wirkung (Neurotoxizität, Nephrotoxizität). Thiomersal wirkt in Abhängigkeit vom pH-Wert bakterienabtötend (bakterizid) oder wachstumshemmend auf Bakterien und Pilze (bakteriostatisch und fungistatisch).
Das metabolisch gebildete Ethylquecksilber hat im menschlichen Körper – im Blut – eine Halbwertszeit von 3 bis 7 Tagen. Es wird über den Stuhl ausgeschieden. Ethylquecksilber reichert sich nicht im Blut an, innerhalb von 30 Tagen werden die ursprünglichen Blutwerte wieder erreicht.

## Verwendung in Kosmetika
In der EU ist Thiomersal gemäß der Verordnung (EG) Nr. 1223/2009 in Konzentrationen bis 0,007 % (berechnet als Quecksilber) zur Konservierung von Mitteln zur Anwendung am Auge erlaubt.

## Verwendung bei Tätowiertinte
Thiomersal wurde als Konservierungsmittel in Tätowiertinte verwendet. Es ist aber in der EU für diesen Zweck nicht mehr zugelassen.

## Verwendung in Medizinprodukten
Thiomersal wird zur Konservierung von Reinigungs- und Aufbewahrungslösungen für Kontaktlinsen verwendet. Es wurde eine Reihe von Überempfindlichkeitsreaktionen bei Kontaktlinsenträgern berichtet, die thiomersalhaltige Pflegeprodukte für ihre Linsen benutzt hatten.

## Verwendung in Arzneimitteln

### Arzneimittel zur äußerlichen Anwendung
Thiomersal kann zu Konservierung von Augentropfen in Mehrdosenbehältnissen, für die eine Konservierung zwingend vorgeschrieben ist, von Nasen- und Ohrentropfen sowie von topischen Zubereitungen verwendet werden. Der Konzentrationsbereich liegt je nach Arzneiform zwischen 0,001 % und 0,01 %. Als Wirkstoff für desinfizierende Spüllösungen (in Konzentrationen von etwa 0,1 %) spielt Thiomersal aufgrund seiner Giftigkeit in höheren Dosen und seiner Umweltschädlichkeit keine Rolle mehr.

### Injektionsarzneimittel
Auch Injektionsarzneimittel können mit Thiomersal konserviert werden. Speziell Durchstechfläschchen zur mehrfachen Entnahme einer Injektionsdosis machen eine Konservierung aufgrund gesetzlicher Vorschriften zwingend erforderlich. Deswegen enthalten Präparate für präpandemische und pandemische Impfungen (also spezielle Impfstoffe im Falle einer Pandemie, wie z. B. Influenza-Impfstoffe, „Schweinegrippe“-Impfstoffe) manchmal Thiomersal; nämlich dann, wenn sie in Mehrdosenbehältnissen abgefüllt sind. Bei dem mehrfachen Anstechen der Fläschchen könnten Keime hineingelangen, deren Vermehrung durch Thiomersal unterdrückt wird. Unter Umständen kann aber auch für nicht mit Standardverfahren sterilisierbare Einzeldosisformen eine Konservierung notwendig sein.
Ende der 1990er Jahre kamen Zweifel an der Unbedenklichkeit von Thiomersal auf: einerseits aufgrund zunehmender Meldungen von unerwünschten Wirkungen, insbesondere Überempfindlichkeitsreaktionen, andererseits auch wegen der kumulierenden Quecksilberbelastung von Kindern durch die routinemäßigen Kinderimpfungen, aufgrund derer neurologische Störungen wie z. B. Autismus befürchtet wurden. Die Behörden in den USA und Europa empfahlen vorsorglich – ohne dass konkrete Hinweise auf eine neurologische Giftigkeit vorlagen – Thiomersal und andere organische Quecksilberverbindungen möglichst aus Impfstoffen für Säuglinge und Kleinkinder zu entfernen. So werden seit 2002 in den USA bei Kindern unter sechs Jahren nur noch Impfstoffe eingesetzt, die kein Thiomersal enthalten. Insgesamt enthalten in den USA alle Impfstoffe in Einzeldosisverpackungen kein Thiomersal mehr als Konservierungsmittelzusatz. In zweien dieser Impfstoffe, einem Td-Impfstoff und einem Grippeimpfstoff, sind Spuren von Thiomersal (weniger als 1 μg Thiomersal pro Dosis) aufgrund des Herstellungsprozesses enthalten (Stand 2018) – zum Vergleich: Die Menge an Thiomersal in Mehrdosenbehältnissen liegt bei etwa 25 µg Thiomersal pro Dosis.
Im Jahr 2004 revidierte der Ausschuss der Europäischen Arzneimittelagentur die Bewertung von Thiomersal in Impfstoffen. Die Auswertung von epidemiologischen Studien hatte zu dem Schluss geführt, dass kein Zusammenhang zwischen neurologischen Entwicklungsstörungen und Thiomersal in Impfstoffen bestehe. Dennoch solle die Entwicklung von Impfstoffen ohne quecksilberhaltige Hilfsstoffe, auch aus ökologischen Gründen, weiter vorangetrieben werden. Die Agentur betonte, der Vorteil von Impfungen überwiege bei weitem theoretische Risiken des Thiomersals.
Nach einer Auswertung mehrerer pharmakokinetischer und epidemiologischer Studien sowie der Bewertung eines Risikomodells bestätigte im Jahr 2012 auch der Beratende Ausschuss für Impfsicherheit der WHO, dass in Impfungen verwendete Thiomersal-Mengen selbst bei Frühgeborenen und Babys mit niedrigem Geburtsgewicht keine toxischen Werte erreichen, womit neurodegenerative Schäden durch Thiomersal unplausibel seien.
Durch den technischen Fortschritt konnte die aseptische Fertigung so verbessert werden, dass Einzeldosisrezepturen ohne Konservierungsstoffe hergestellt werden können. Mit Stand 2020 sind alle in Deutschland zugelassenen Impfstoffe – mit Ausnahme der genannten, pandemischen Impfstoffe in Mehrdosenbehältnissen – damit thiomersalfrei.
In Tierimpfstoffen wird Thiomersal weiterhin eingesetzt.

### Kennzeichnung
Thiomersalhaltige Arzneimittel müssen Warnhinweise zu möglichen Überempfindlichkeitsreaktionen und Sensibilisierungen in der Packungsbeilage, der Gebrauchsinformation und der Etikettierung aufnehmen.

### Allergien
Impfungen mit Thiomersal-haltigen Impfstoffen können Kontaktallergien hervorrufen. In vielen Fällen ist der Nutzen der Impfung weitaus größer als das geringe Risiko einer kontaktallergischen Reaktion an der Impfstelle. Zudem hat ein Vergleich von Patienten mit positivem Hauttest auf Thiomersal gezeigt, dass diese nicht häufiger Impfreaktionen aufweisen als im Vergleich zu einer Kontrollgruppe mit Patienten mit negativem Hauttest.

### Autismusvorwürfe
Thiomersal wurde von einigen Wissenschaftlern, Impfgegnern und von einigen Eltern autistischer Kinder – besonders in den USA – mit dem Auftreten von Autismus in Verbindung gebracht. Aufgrund epidemiologischer Studien gilt ein Zusammenhang von Thiomersal und dem Vorkommen von Autismus heute als widerlegt. Zahlreiche wissenschaftliche und medizinische Einrichtungen, wie beispielsweise die FDA, die Public Health Agency of Canada und die American Medical Association betonen, dass es keinen derartigen Zusammenhang gibt.
Das Robert Koch-Institut schreibt zu dem von zwei US-Ärzten behaupteten Zusammenhang zwischen Thiomersal und Autismus bei Kindern:

„Die Weltgesundheitsorganisation WHO, das US-amerikanische ‚Institute of Medicine‘ sowie die Europäische Arzneimittelagentur sind inzwischen allerdings unabhängig voneinander zu dem Schluss gelangt, dass die verfügbaren Studien gegen einen solchen Zusammenhang sprechen.“

Darüber hinaus hätte nach Weglassen von Thiomersal in Impfstoffen die Anzahl diagnostizierter Autismus-Fälle bei Kindern sich abschwächen oder fallen müssen, falls das in Impfstoffen enthaltene Thiomersal tatsächlich etwas mit dem Auftreten von Autismus zu tun gehabt hätte – dies geschah jedoch nicht.